# X. Kunstausstellung der DDR

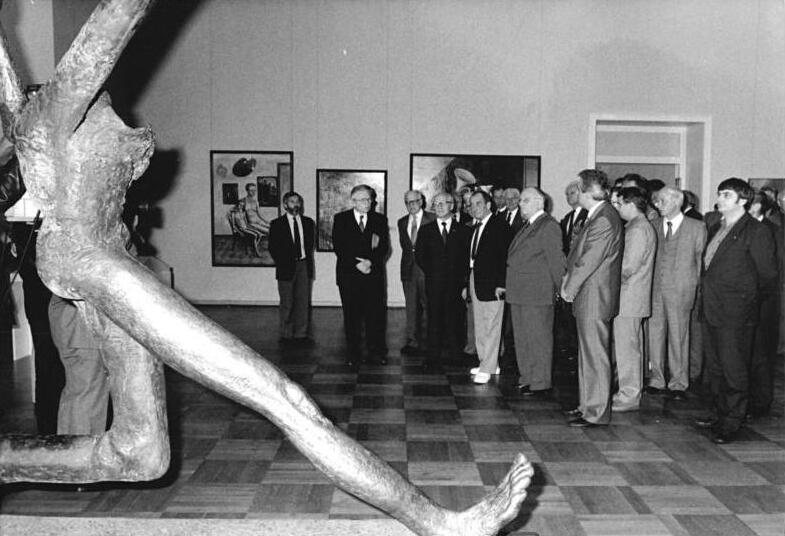
Eröffnung der Ausstellung im Albertinum mit Erich Honecker. Zu sehen ist die Plastik „Der Jahrhundertschritt“ von Wolfgang Mattheuer

Die X. Kunstausstellung der DDR fand vom 3. Oktober 1987 bis 3. April 1988 in Dresden statt.
In den Bereichen Malerei, Grafik, Plastik, aber auch Mode, Formgestaltung, Gebrauchsgrafik, Fotografie und Kunsthandwerk nahmen 1823 Künstler und Künstlerinnen mit ihren Werken teil. Die Ausstellungsräume befanden sich im Albertinum, dem Ausstellungszentrum Fučíkplatz und der Galerie Rähnitzgasse. Diese letzte DDR-Kunstausstellung wurde vom Ministerium für Kultur und dem Verband Bildender Künstler der DDR organisiert. Sie wurde von über 1 Million Besuchern gesehen, von denen ein größerer Teil in organisierten Gruppen von Betrieben, Schulen und anderen Organisationen kam.
Die ausgestellten Werke zeigten mehr experimentelle, expressionistische und unkonventionelle Ausdrucksformen als vorherige DDR-Kunstausstellungen.
Teilnehmende Künstler waren neben etablierten Künstlern wie Willi Sitte, Wolfgang Mattheuer, Johannes Heisig und Arno Rink, auch jüngere wie Neo Rauch.
Vom 12. Oktober 2019 bis 12. Januar 2020 fand in der Städtischen Galerie Dresden eine Ausstellung Das Ende der Eindeutigkeit mit 34 Gemälden der X. Kunstausstellung statt.